# Fibla cerdanica
Fibla cerdanica là một loài côn trùng trong họ Inocelliidae thuộc bộ Raphidioptera. Loài này được Nel miêu tả năm 1993.